# Adalberts Bubenko
Adalberts Bubenko (16. ledna 1910 Meizakilā - 7. července 1983 Toronto) byl lotyšský sportovní chodec narozený na území dnešního Estonska. Na olympijských hrách v Berlíně roku 1936 získal bronzovou medaili v závodě na 50 kilometrů. Uspěl, přestože závod této délky absolvoval poprvé v životě. V tomto závodě zároveň překonal lotyšský rekord (vydržel třináct let). Krom toho byl dvojnásobným lotyšským mistrem v chůzi na trati 25 km, v letech 1930 a 1933. Byl též čtyřnásobným lotyšským rekordmanem, na tratích 5 km, 20 km, 25 km i 50 km. Atletice se začal věnovat v polovině 20. let, a to chůzi a běhu. Zpočátku také hrál basketbal a věnoval se přetahování lanem, ale později se zaměřil pouze na chůzi. Byl členem klubů Sportovní svaz Valmier a později Armádní sportovní klub Riga. V roce 1944 uprchl do Německa, roku 1948 se přestěhoval do australského Adelaide, kde si otevřel obchod s potravinami. V roce 1957 se přestěhoval do kanadského Toronta, kde pokračoval v započatém podnikání. V Torontu i zemřel.